# Sassacus arcuatus
Sassacus arcuatus là một loài nhện trong họ Salticidae.
Loài này thuộc chi Sassacus. Sassacus arcuatus được Eugène Simon miêu tả năm 1901.